# Carabus caschmirensis
Carabus caschmirensis es una especie de insecto adéfago del género Carabus, familia Carabidae. Fue descrita científicamente por L. Redtenbacher en 1844.
Habita en India y Pakistán.